# Auf der Reeperbahn nachts um halb eins (1929)
Auf der Reeperbahn nachts um halb eins ist eine deutsche Action-Stummfilmkomödie aus dem Jahre 1929 mit Lydia Potechina und Eddie Polo in den Hauptrollen.

## Handlung
Die dralle Katalanin Donna Ramona Raffkaela ist eine gewiefte Geschäftsfrau, die ganz genau weiß, was sie will und nicht bereit ist, sich von windigen Geschäftspartnern übers Ohr hauen zu lassen. Als Präsidentin der KSK, der „Katalonischen Schweinesülze-Kompagnie“, erhofft sie, in Deutschland mit ihrem fleischlichen Produkt das große Geschäft zu machen. Als die spanische Matrone in Hamburg-St. Pauli anlandet, hat sie auch ihr Werbeschwein, den dicken Romeo, dabei, ein mit zahlreichen Auszeichnungen dekoriertes, wahres Prachtschwein. Mit ihrem Werbeleiter Caesar Verkannto, der ganz gegen ihren Willen ein Auge auf Ramonas mitgereiste Tochter Eleonora geworfen hat, gerät sie rasch aneinander, und somit liegen er und die Señora bald über Kreuz.
Da Schwein Romeo derart wichtig und wertvoll für Donna Raffkaela ist, dass diese es stets an ihrer Seite mit sich führt, sogar in ihrem Hamburger Domizil, dem Hotel Esplanade, entführt der verkannte Verkannto nun selbiges kurzerhand. Donna Ramona ist in heller Aufregung. Doch auch das Hamburg der Vor-Hans-Albers-Zeit hat seinen kernigen, tollkühnen Burschen, einen fäusteschwingenden und jedes Hindernis schwungvoll überspringenden Tausendsassa, der jedes Problem handfest zu lösen weiß. Er heißt Heini Box und springt für die stolze Spanierin sogleich in die Bresche. Heini durchforstet St. Pauli, wo gerade ein Brillantendiebstahl vonstattengeht, fegt über die sündige Meile, die titelgebende Reeperbahn, springt in einen Schornstein einer Barkasse und räumt prügelnd in einer schummrigen Hafenkneipe auf. Schließlich befreit Heini den fetten Romeo aus den Klauen des Schurken und darf zum Dank schließlich Eleonora zum Altar führen.

## Hintergrund
Die Außenaufnahmen dieses Films entstanden Januar und Februar 1929 in Hamburg (Hafen, St. Pauli-Lokal „Trichter“, Reeperbahn, Volksfest Dom) sowie in den Jofa-Ateliers in Berlin.
Die Uraufführung waren am 12. April 1929 in mehreren Hamburger Kinos sowie in Berlins Schauburg.
Die Produktionsleitung hatte Max W. Kimmich, die Bauten entwarf Otto Moldenhauer. Rudolf Fichtner war Aufnahmeleiter.
Für den Schauspieler und Regisseur Fred Stranz, der gut zehn Jahre zuvor den bayerischen Western mit aus der Taufe gehoben hatte, war dieser Film seine filmische Abschiedsvorstellung. Beim Tonfilm war er nicht mehr aktiv.

## Kritiken
„Die Handlung ist dick aufgetragen, und der Regisseur hat rasche Arbeit geleistet: Während die Elbe Treibeis führt, laufen an den Landungsbrücken die Jungen barfuß herum (…) Die Reeperbahn nachts um halb eins? Vielleicht. Jedenfalls: Hamburg am ersten April.“

„Hundertprozentiger Kintopp, primitive, geradlinige, leicht verständliche Handlung, gewaltige Keilereien, Niederlage des Schurken, happy ending und gehöriges Demonstrieren, was für ein starker, kluger und zuverlässiger Kerl dieser Eddie Polo ist. (…) Daß ein solcher Film mit Filmkunst überhaupt nichts zu tun hat, daß er nicht einmal Kunstgewerbe, sondern nur grobes Handwerk ist, darüber sind sich wahrscheinlich alle Beteiligten einig.“